# 容閎

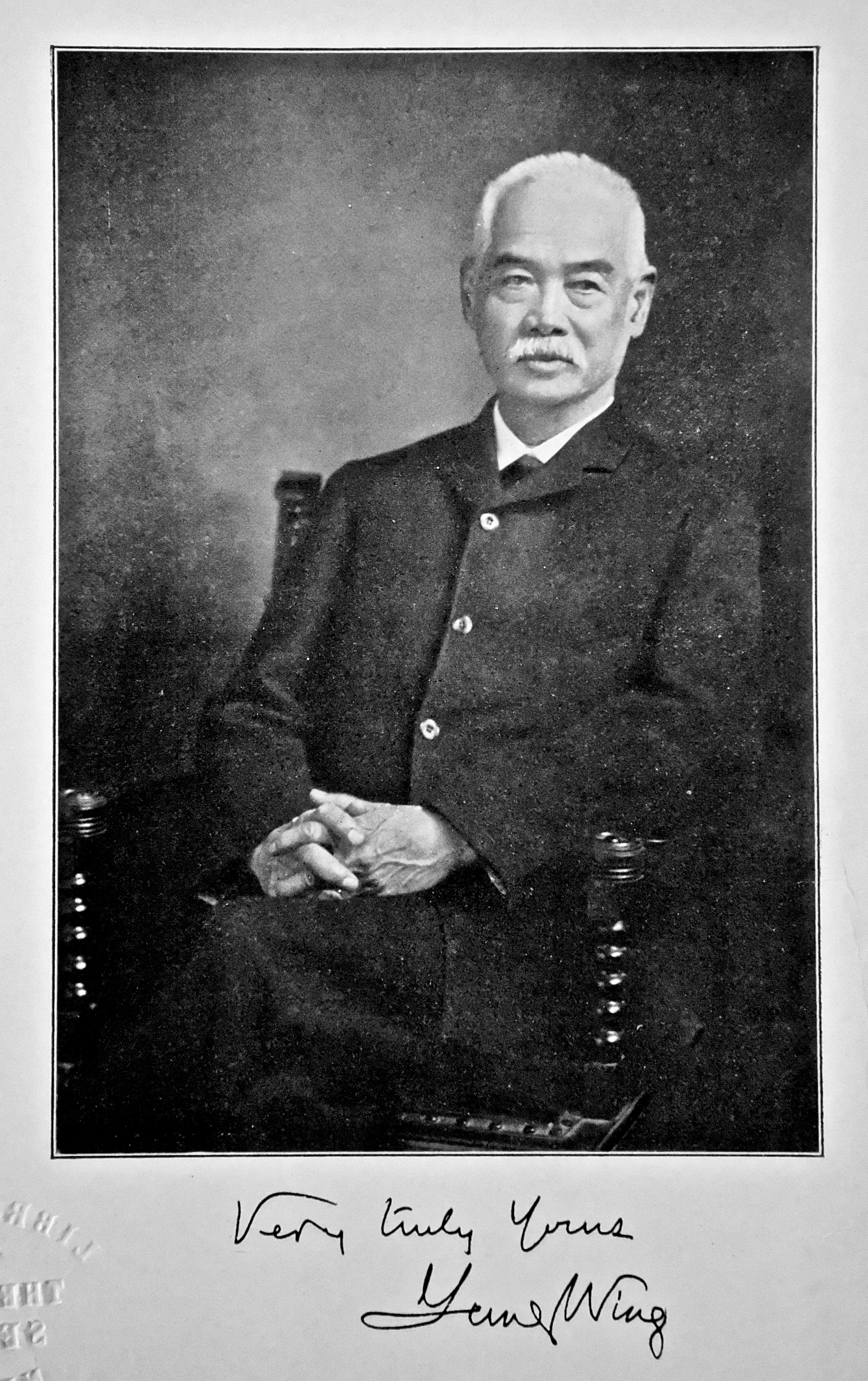
容閎（1909年）

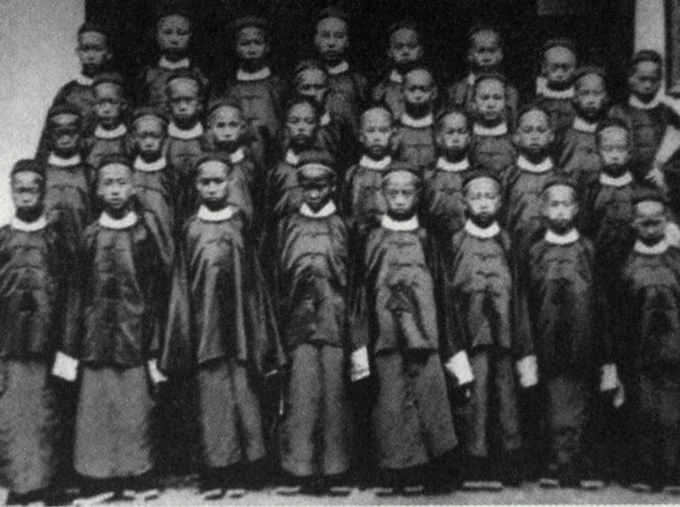
アメリカに派遣された留学生たち

容 閎（よう こう、Rong Hong、1828年11月17日 - 1912年4月21日）は、清末の政治改革者・実業家。近代中国史上初のアメリカ合衆国への留学生である。

## 生涯
広東省香山県南屏村（現在の珠海市香洲区南屏鎮）出身。字は達萌、号は純甫、純父など。渡米したときには'Yung Wing'と名乗っている。
貧しい農家に次男として生まれた。1835年、7歳の時に父親に従ってマカオに行き、まずポメラニア人宣教師カール・ギュツラフの妻メリーが運営していた学校に入学した。ここではハリー・パークスの姉たちと机を並べている。その後1841年にモリソン記念学校に入学した。1842年、香港がイギリスに割譲されるとモリソン記念学校は香港に移転し、容閎も香港で学業を続けた。1847年、校長のサミュエル・ロビンス・ブラウン（中国名：長塞繆爾・勃朗）牧師がアメリカに帰国することになると、容閎・黄寛・黄勝の生徒3人も帯同してアメリカに留学した。
アメリカに到着後はマサチューセッツ州で二年間ほど大学入学の準備をしている。この間キリスト教に入信している。1850年にイェール大学に入学した。1852年にアメリカ国籍を取得し、1854年に卒業した。留学中、森有礼とも交遊している。卒業後はすぐに帰国し、広州のアメリカ公使館や香港高等審判庁、上海海関などの通訳の職に就いた。また実業家としても歩み始め、外国商人のエージェントとして絹糸や茶の買い付けを行っている。
1860年、太平天国の洪仁玕と面会して、西洋文明を中国に導入するという内容の「治国七策」を提出した。提案は以下の通りであった。
1. 合理性に基づいた軍隊を組織すること
2. 士官学校を設立すること
3. 海軍育成のために海兵学校を設立すること
4. 優秀な文民を採用し、政府を運営するべきこと
5. 銀行制度を立ち上げ、また度量衡を統一すること
6. 年齢別クラスを内容とする学校を設け、聖書を教科書として採用すること
7. 実業を教育する学校を設けること

洪仁玕の賛同は得られたが、他の諸王の支持は得られなかった。洪秀全は四等爵を授けたものの提案は拒絶している。そのため容閎は天京を辞去した。政治改革案は容れられなかったものの、容閎は実利を得た。南京を去る際、太平天国の支配領域を自由に行き来できる通行証を入手し、商売に最大限活用したのである。太平天国によって江南地方の物流は滞っていたが、容閎は通行証によって安全に買い付け、運送できた。これにより彼は多くの財を成したと言われる。
1863年には旧知の数学者李善蘭の紹介で、清朝の実力者曽国藩と面会している。以後容閎は太平天国の天敵であった洋務派官僚に接近し、洋務運動を側面から支援していく。翌年、西洋の国々に匹敵する武器工場を建設するのに必要な機械類の買い付けのために曽国藩によってアメリカに派遣された。帰国後、無事機器購入に成功した功を認められ「候補同知」という官職を与えられている。
1870年、児童をアメリカに留学させる計画を提案し、曽国藩・李鴻章・丁日昌の支持を得た。1872年、120人の児童がアメリカ留学に出発し、容閎は留学生監督と駐米副公使に任命された。しかし数年後、留学生たちが自由・民主の考え方に触れて儒学への関心を失うようになると、駐米公使の陳蘭彬は留学生を帰国させるべきと主張して容閎との論争が絶えない状態となった。1881年、総理各国事務衙門は留学生に帰国を命じたため、留学は10年で中断されることとなり、容閎も留学生とともに帰国した。しかし留学は完全に成功しなかったとはいえ、留学生の中から外交官の唐紹儀・劉玉麟、中国鉄道の父詹天佑、香港の政界で活動した周寿臣などの人物が現れている。
1890年、清の政府に国立銀行の設立を建議し、研究のためにアメリカに派遣されたが、盛宣懐の反対で中止された。その後、康有為や梁啓超と知り合い、戊戌の変法では変法派を支持した。しかし戊戌の政変により香港に逃れた。1900年には唐才常の呼びかけた自立軍運動に参加し、「中国国会」会長に選ばれている。この運動は失敗に終わったが、その後孫文を知り、アメリカから孫文の革命運動を支援した。1911年、辛亥革命が成功すると孫文は容閎に帰国を要請したが、翌年にアメリカで死去した。

## 著書
- 容閎著・百瀬弘訳注・坂野正高解説 『西学東漸記―容閎自伝―』(平凡社〔東洋文庫136〕、 1969)
  - 原題: My Life in China and America（1909）